# Wahl (Presseck)
Wahl ist ein Gemeindeteil des Marktes Presseck im Landkreis Kulmbach (Oberfranken, Bayern). Wahl liegt in der Gemarkung Schlackenreuth.

## Geografie
Der Weiler liegt auf einem Hochplateau des Frankenwaldes an der Staatsstraße 2195 in direkter Nachbarschaft von Enchenreuth im Osten. Von der Staatsstraße zweigt eine Gemeindeverbindungsstraße nach Rützenreuth ab (1,5 km südwestlich).

## Geschichte
Der Ortsname leitet sich wahrscheinlich von wale ab (mhd. für eine einfache Befestigungsanlage). Überreste einer hochmittelalterlichen Turmhügelburg in der Nähe des Ortes sind heute noch sichtbar.
Gegen Ende des 18. Jahrhunderts bestand Wahl aus 5 Anwesen (1 Hof, 1 Gütlein, 3 Häuser). Das Hochgericht sowie die Grundherrschaft übte die Herrschaft Wildenstein aus.
Mit dem Gemeindeedikt wurde Wahl dem 1808 gebildeten Steuerdistrikt Enchenreuth und der 1818 gebildeten Ruralgemeinde Schlackenreuth zugewiesen. Am 1. Januar 1972 wurde Wahl im Rahmen der Gebietsreform in Bayern in die Gemeinde Presseck eingegliedert.

### Einwohnerentwicklung
| Jahr      | 001818 | 001819 | 001861 | 001871 | 001885 | 001900 | 001925 | 001950 | 001961 | 001970 | 001987 |
| Einwohner |        | 29     | 40     | 32     | 44     | 34     | 45     | 37     | 34     | 18     | 12     |
| Häuser    | 5      |        |        |        | 6      | 6      | 6      | 6      | 6      |        | 6      |
| Quelle    | [ 8 ]  | [ 11 ] | [ 12 ] | [ 13 ] | [ 14 ] | [ 15 ] | [ 16 ] | [ 17 ] | [ 18 ] | [ 19 ] | [ 1 ]  |

## Religion
Wahl ist seit der Reformation evangelisch-lutherisch geprägt und nach Heilige Dreifaltigkeit (Presseck) gepfarrt. Die Katholiken sind nach St. Jakobus der Ältere (Enchenreuth) gepfarrt.